# Monumento ao Barão do Rio Branco

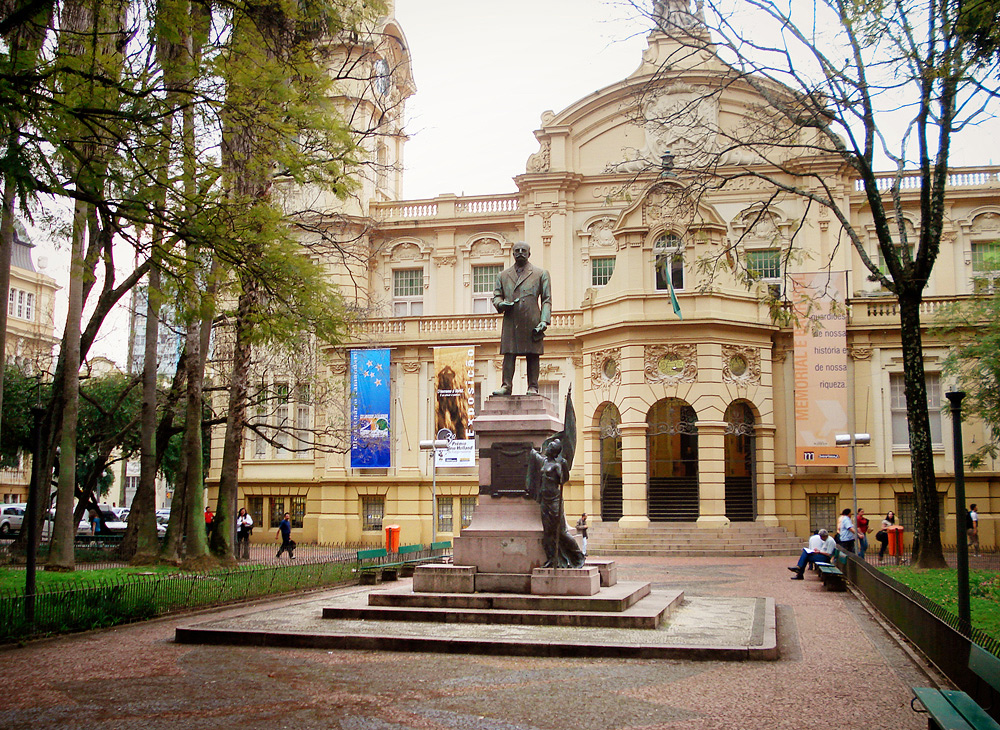
O monumento

O Monumento ao Barão do Rio Branco é um monumento público erigido na Praça da Alfândega, no centro da cidade brasileira de Porto Alegre, em frente ao Memorial do Rio Grande do Sul.
A iniciativa de erguer-se um memorial a José Maria da Silva Paranhos Júnior, Barão do Rio Branco, estadista brasileiro da República Velha, nasceu a partir da comoção que se manifestou no país por ocasião de seu passamento em 10 de fevereiro de 1912. Surgiram diversas propostas em várias partes do Brasil, e também no exterior, de homenagear o insigne personagem, e Porto Alegre não ficou indiferente a este movimento. Deste modo, em março de 1912 o Club Militar de Officiaes da Guarda Nacional reuniu-se, e o Cel. Ernesto Jaegger apresentou a ideia de um monumento, que deveria ser levantado com donativos.

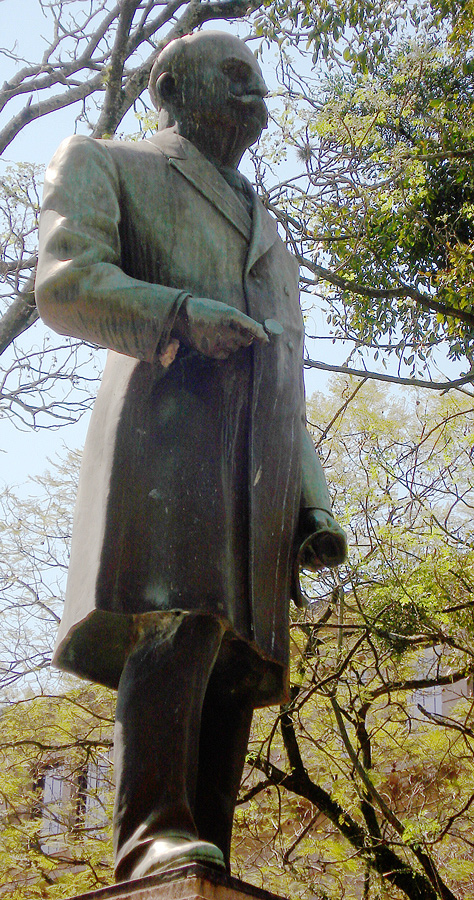
Detalhe da figura do Barão

Foi solicitada a confecção de uma maquete ao escultor João Vicente Friedrichs, para que servisse de modelo em torno do qual se organizaria um concurso para escolha da melhor realização. Participaram da concorrência três projetos de Dreschler & Filhos, dois de João Vicente Friederichs, um de Jesús Maria Corona e um de Pasqual de Chirico. A comissão julgadora, formada por Manuel Itaqui, Sylvio Barbedo e Giuseppe Gaudenzi, reunida em dezembro de 1913, apontou como vencedor um dos projetos da oficina de Friedrichs, e assinou-se um contrato em 21 de janeiro de 1914, estabelecendo como prazo de entrega 15 de novembro do mesmo ano.
Os modelos em gesso das duas figuras, uma do Barão e outra simbolizando a República, foram realizados por Alfred Adloff. Prontos os dois modelos em maio de 1914, foram encaminhados para fundição em bronze em Berlim. Contudo, o molde do Barão conseguiu chegar ao seu destino e ser fundido, ficando pronto em ainda em 1914 e chegando em Porto Alegre em fevereiro de 1915, mas o modelo da República ficou desde o início retido no porto de Santos, e por fim, com as complicações adicionais geradas pela I Guerra Mundial que eclodira na Europa, em maio de 1916 decidiu-se fundi-la no próprio atelier de Friedrichs, em Porto Alegre. A inauguração finalmente aconteceu em 7 de setembro de 1916.

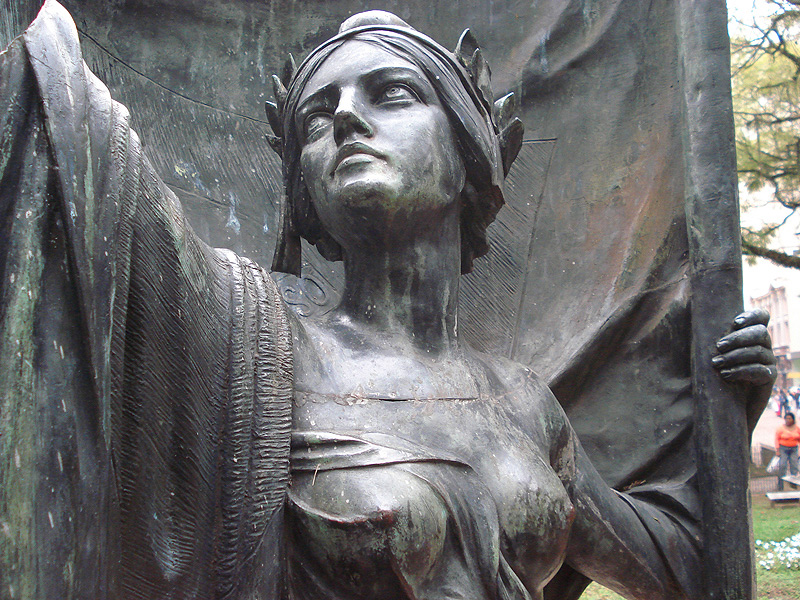
Detalhe da figura da República

A construção se eleva sobre uma base quadrangular de três degraus, com piso de mosaico de pedra, com um pedestal de granito para as estátuas. A da República, junto à base, é uma mulher com vestes esvoaçantes, usando um barrete frígio e uma coroa de louros, que segura a bandeira nacional com mão esquerda e estende o braço direito para o Barão, que está colocado no nível superior, oferecendo-lhe uma outra coroa de louros. Ele, em pose hierática e vestindo uma casaca, segura um pince-nez com a mão direita e o Tratado das Missões com a esquerda. Nas quatro laterais do pedestal, placas comemorativas. A da frente traz a inscrição de seu título e uma frase sua: BARÃO DO RIO BRANCO - "Em toda a parte me lembro da Pátria". O monumento foi vandalizado e a estátua da República perdeu parte de seu braço direito, e uma das placas também desapareceu.